# Yuri Arbachakov
Yuri Yakovlevich Arbachakov –en ruso, Юрий Яковлевич Арбачаков, también conocido como Yuri Ebihara– (Ust-Kezes, URSS, 22 de octubre de 1966) es un deportista ruso que compitió para la URSS en boxeo.
Ganó una medalla de oro en el Campeonato Mundial de Boxeo Aficionado de 1989 y una medalla de oro en el Campeonato Europeo de Boxeo Aficionado de 1989, en el peso mosca.
En junio de 1990 disputó su primera pelea como profesional. En junio de 1992 conquistó el título internacional del CMB, en la categoría de peso mosca. En su carrera profesional tuvo en total 24 combates, con un registro de 23 victorias y una derrota.

## Palmarés internacional
| Campeonato Mundial | Campeonato Mundial | Campeonato Mundial | Campeonato Mundial |
| Año                | Lugar              | Medalla            | Categoría          |
| ------------------ | ------------------ | ------------------ | ------------------ |
| 1989               | Moscú (URSS)       | Medalla de oro     | 51 kg              |
| Campeonato Europeo |                    |                    |                    |
| Año                | Lugar              | Medalla            | Categoría          |
| 1989               | El Pireo (Grecia)  | Medalla de oro     | 51 kg              |